# Реки Киева
В Киеве насчитывается около 70 рек и ручьёв, и одна крупная река — Днепр. Большинство малых рек и ручьёв спрятаны в коллектор.

## Днепр

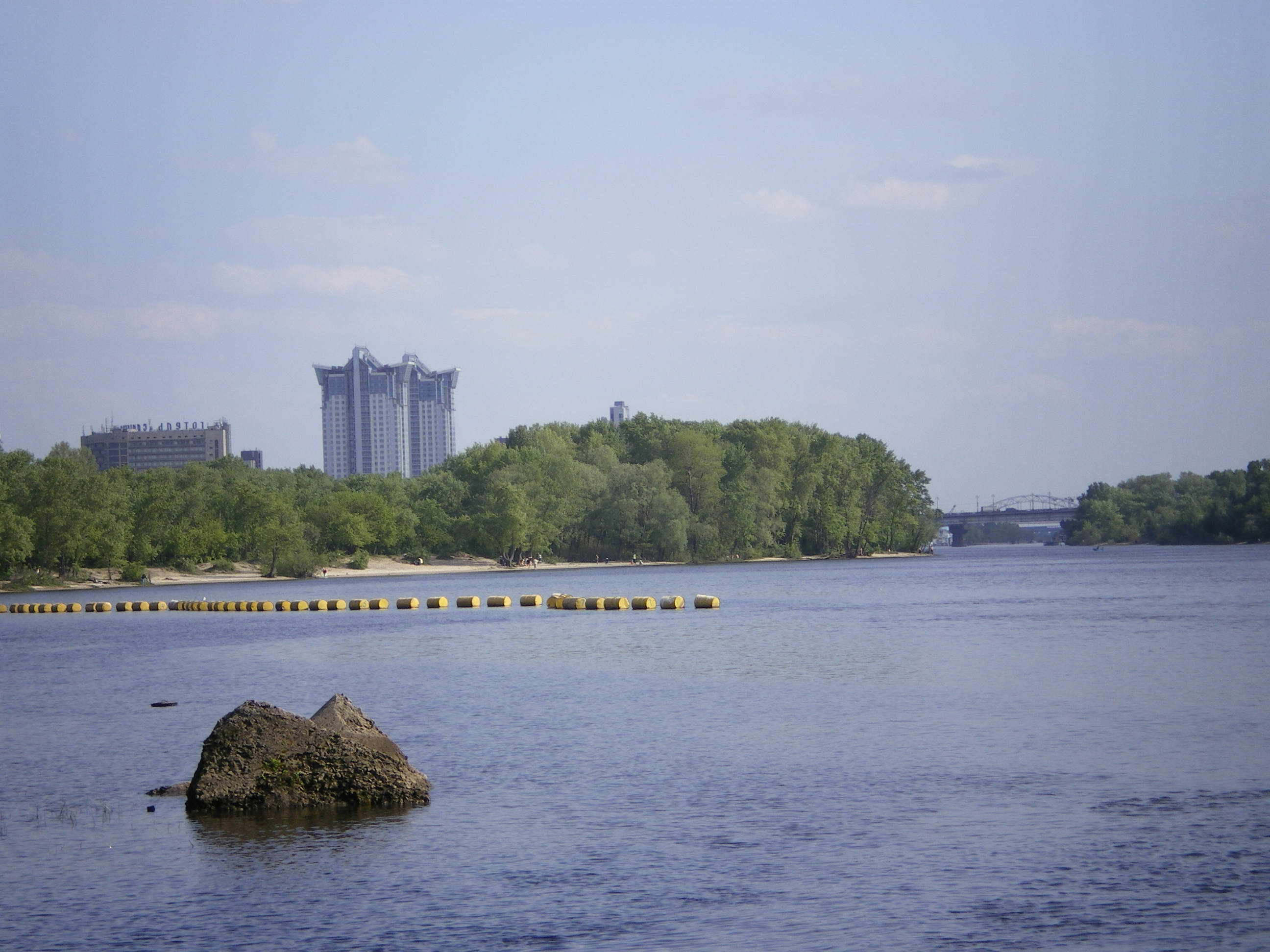
Днепр в Киеве. Вид от Гидропарка вниз по течению на ж/д мост.

Днепр (древнее название — Славу́тич) — крупнейшая в Киеве, третья по длине и площади бассейна река Европы после Волги и Дуная, имеет самое длинное русло в границах Украины. Длина Днепра в естественном состоянии составляла 2285 км, теперь (после постройки каскада водохранилищ, когда во многих местах выпрямили фарватер) — 2201 км; в пределах Украины — 981 км. Площадь бассейна — 504 тыс. км², из них в пределах Украины — 291,4 тыс. км².
Днепр протекает по территории трёх государств — России, Белоруссии и Украины. Исток реки располагается на Валдайской возвышенности в Смоленской области. Днепр впадает в Днепровский лиман Чёрного моря.

## Малые реки и ручьи Киева
Бабий Яр  — в прошлом правый приток Почайны. Протекал по дну оврага Бабий Яр, начинаясь близ ул. Юрия Ильенко. Водосборная площадь — 400 га. На основном протяжении заключён в железобетонный водосточный коллектор. Ручей открыт только в нижней части при впадении в Днепр.
Ботанический — ручей в местности Паньковщина, левый приток Лыбеди. Протяжённость около 1,2 км.
Бусловка — ручей в местности Бусово поле, левый приток Лыбеди. Протяжённость около 2 км. Притоков не имеет. Начинается неподалёку от Печерского моста, далее протекает под улицей Михаила Бойчука, в котловине между Чёрной горой и Бусовой горой. После пересечения Железнодорожного шоссе и магистральной железной дороги Киев-Дарница-Нежин, впадает в Лыбедь. На всей протяжённости ручей взят в коллектор, кроме нескольких десятков метров между Железнодорожным шоссе и железной дорогой.
Верши́нка — река в местности Чоколовка, правый приток Лыбеди. Протяжённость около 1,5 км.
Глубочица — река, которая начиналась на Лукьяновке, впадала в Почайну, теперь течёт в коллекторе. Как речка известна со времён Киевской Руси, протекала по территории современной улицы Глубочицкой, между улицами Верхний Вал и Нижний Вал. Недалеко от современного Житного рынка в неё впадал ручей Киянка. Первоначально Глубочица имела густую сеть прилегающих к ней ручьёв (Юрковица, Турец и др.) и яров, со временем засыпанных во время заселения.
Горенка — малая река в северо-западной части Киева и частично за его границами, которая вместе с её притоком Котуркой охватывает с обеих сторон Пущу-Водицу. Впадает в Ирпень через несколько километров после места соединения с Котуркой. Длина 12 км.
Дарница — наибольшая из малых рек Киева. Длина — 21,1 км, из них на территории Киева 2 км спрятано в трубу. Ширина русла изменяется от 2 до 5 метров, а глубина — от 0,1 до 1 метра.
Каде́тская Роща — ручей в местности Первомайский массив, правый приток Лыбеди. Протяжённость ручья — около 2,1 км. Начинается поблизости от стыка современных улиц Ереванской, Питерской и Искровской. Течёт в котловине вдоль улицы Ереванской, в районе середины улицы Курской резко поворачивает на север, протекает под сквером между улицами Козицкого и Курской и впадает в Лыбедь на территории вагонного депо «Киев-Пассажирский». Полностью взят в коллектор во время строительства Первомайского массива.
Клов течёт в местностях Клов и Новое Строение, левый приток Лыбеди, наибольший приток этой реки. Протяжённость — 3,2 км. Имеет два притока — Кловица и Крещатик.
Котурка — малая река в северо-западной части Киева, приток Горенки, огибает с западной стороны Пущу-Водицу.
Креща́тик — ручей, который течёт по Крещатицкой долине, правый приток речки Клов. Длина — около 1,4 км.
Лыбедь — правый приток Днепра. Длина — 14 км. (по другим данным — 16 км), площадь бассейна — 66 км² (по другим данным — 68 км²). Питание преимущественно снеговое, дождевое, а также подземный сток.

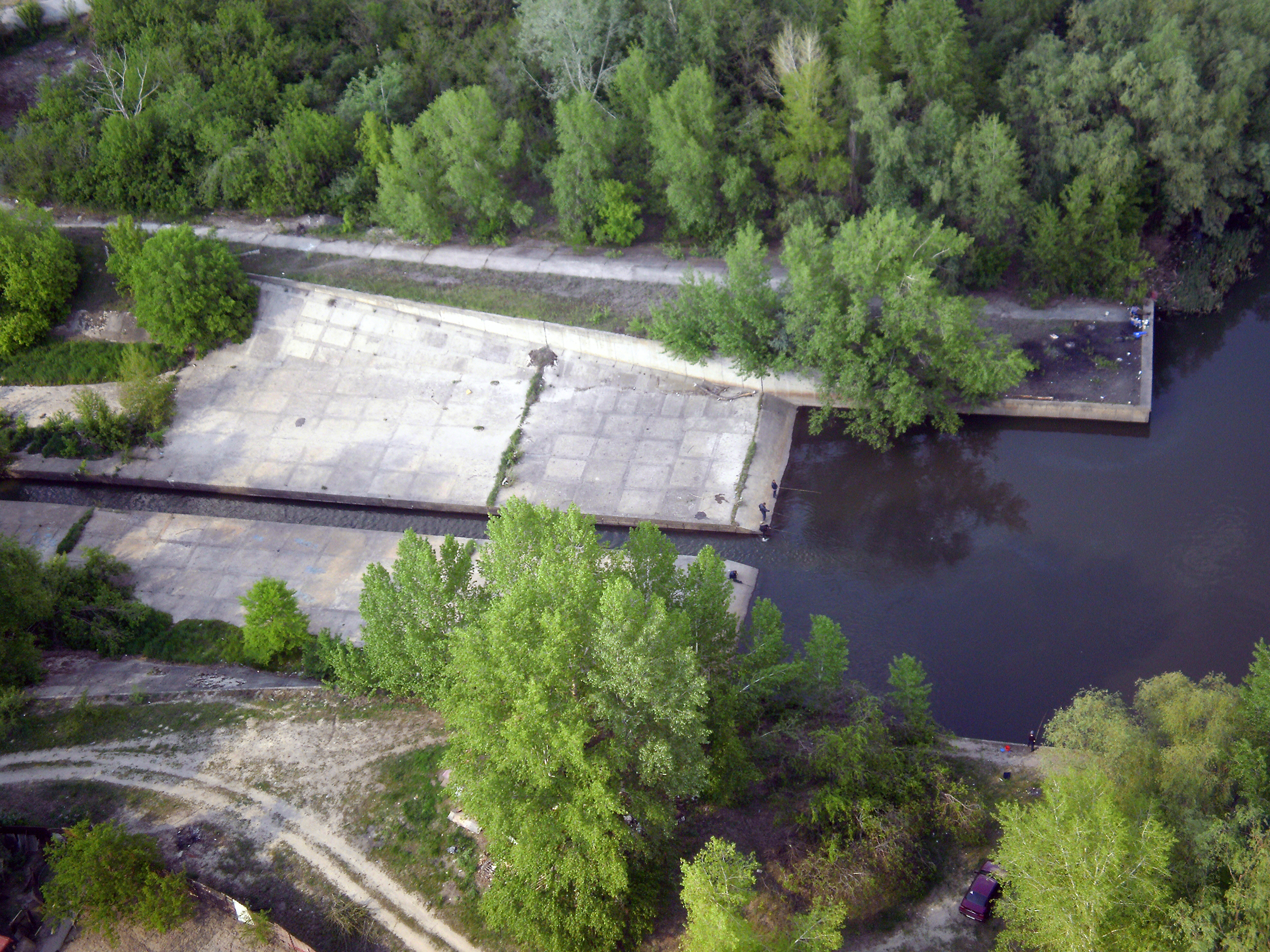
Устье реки Лыбедь

Любка — речка в Киеве и Киевской области, правый приток Ирпеня. Длина — ок. 9 километров. Берёт начало из коллектора неподалёку от улицы Даниила Щербаковского. Фактически начинает своё течение из озера в урочище Дударов Сенокос, в лесу неподалёку от проспекта Палладина.
Мокрый — ручей в местности Кучмин яр, правый приток Лыбеди. Длина — 1,8 км.
Нивка — река в Киеве и Киевской области, правый приток Ирпеня. Начинается в районе Одесской площади. Длина — около 20 километров. На старых картах подписана как Новая Гребля. Имеет на своём протяжении около 20 прудов.
Орехова́тка — река в Голосеевском районе, правый приток Лыбеди. Длина — около 4 км.
Отрадный — ручей в местности Отрадный, правый приток Лыбеди. Протяжённость ручья, вероятно, не превышает 1 км. Протекает частично по парку «Отрадный», где на нём обустроили пруд, в северо-восточной части парка впадает в Лыбедь. Полностью взят в коллектор.
Песча́ный — ручей в местности Шулявка, левый приток Лыбеди. Течёт, в том числе, и по территории Киевского зоопарка. Протяжённость — около 2,5 км.
Половица — малая речка в местности Оболонь, правый приток Днепра.
Протасов Яр — ручей в местности Протасов яр, правый приток Лыбеди. Протяжённость ручья составляет приблизительно 1,1—1,2 километра.
Скоморо́х — малая речка в местностях Лукьяновка и Солдатская слободка, левый приток Лыбеди. Протяжённость — около 3 км.
Совка — река в Соломенском и Голосеевском районах города, правый приток Лыбеди. Длина — почти 5 км.
Сырец (сырецкий ручей) — правый приток Днепра. Начинается возле станции метро «Святошин». Длина — 9 км. Первое упоминание о реке датировано 1240 годом.
Ямка — ручей в местности Новое Строение, левый приток Лыбеди. Протяжённость около— 2 км.

## Исчезнувшие и летописные реки Киева
Почайна — ныне не существующая река в Киеве, правый приток Днепра либо, по другим источникам, его протока (рукав). Название происходит от древнеславянского «почайна» — вода, влага.
Киянка — поток в древнем Киеве, тёк по урочищам Гончары и Кожемяки и впадал в Глубочицу на Подоле; ныне не существует.
Сетомль — летописная речка возле окраин Киева того времени, известна из древнерусских летописей от 1036, 1046, 1150 годов, в более поздних исторических источниках не упоминается. Речка текла по оболонской низине; вероятно впадала в р. Почайну. После разгрома Ярославом Мудрым печенежского войска в 1036 году под Киевом много печенегов потонуло в реке во время переправы и с тех времён печенеги почти не упоминаются в летописях и постепенно сходят с историчной арены. В честь этой Победы был построен Софийский собор.
Якушевка — речка на Левом берегу начиналась в районе современной Бортнической станции аэрации.